# Postoloprty (nádraží)
Postoloprty jsou železniční stanice v západní části města Postoloprty v okrese Louny v Ústeckém kraji nedaleko řeky Ohře. Leží na dvoukolejné (dále žateckým směrem jednokolejná) elektrizované trati Žatec–Obrnice (3 kV ss) a jednokolejné neelektrizované trati Lovosice–Postoloprty. V severní části města vytvářejí položené tratě tří různých směrů železniční trojúhelník.

## Historie
Staniční budova zde byla zprovozněna 16. září 1872 při budování trati z Žatce do Mostu v rámci projektu propojení mostecké a duchcovské důlní oblasti. Výstavbu a provoz trati financovala a provozovala společnost Soukromá pražsko-duchcovská dráha. Dne 16. září 1895 pak projekt společnosti Místní dráha Postoloprty-Louny připojil trať z Loun.
Po zestátnění soukromých společností v Rakousku-Uhersku v roce 1908 pak obsluhovala stanici jedna společnost, Císařsko-královské státní dráhy (kkStB), po roce 1918 pak správu přebraly Československé státní dráhy.

## Popis
Nachází se zde čtyři jednostranná nekrytá nástupiště, k příchodu k vlakům slouží přechody přes koleje. Ze stanice odbočuje jedna průmyslová vlečka. V roce 2018 prošla stanice rekonstrukcí.